# Eduardo Cruickshank
Eduardo Newton Cruickshank Smith (Limón, 29 de enero de 1958-San José, 5 de marzo de 2025) fue un político, pastor evangélico y abogado costarricense de ascendencia jamaiquina. Fue diputado en la Asamblea Legislativa de Costa Rica y Presidente de la Asamblea Legislativa de Costa Rica (2018-2022). Es el primer afrocostarricense en ocupar ese cargo en la historia del país.

## Biografía
Nació en la ciudad costarricense de Limón, en el seno de una familia jamaiquina-costarricense de ocho hijos. Su hermano Clinton Cruickshank Smith también es político; fue legislador y candidato presidencial del Partido Liberación Nacional. Su padre era carpintero y su madre ama de casa.
Antes de dedicarse a la política fue pastor evangélico en la iglesia Colina de su Gloria en su ciudad. Se licenció en Derecho por la Universidad de Costa Rica. Inició su carrera en la política como regidor municipal del cantón de Limón (de 1 de mayo de 1994 al 30 de abril de 1998). Estuvo casado con Jeannette Edwards y tiene dos hijos: Jermaine Eduardo Cruickshank Edwards y Yocelyn Shavony Cruickshank Edwards. También es abuelo.
Falleció el 5 de marzo de 2025 a los 67 años tras complicaciones durante un procedimiento médico.